# Erich Gehbauer
Erich Gehbauer (* 15. Oktober 1926) ist ein ehemaliger deutscher Fußballspieler und -trainer. Von 1964 bis 1971 war der ehemalige Oberliga-Südwest-Spieler von Wormatia Worms bei den Vereinen SV Weisenau, Südwest Ludwigshafen und 1. FSV Mainz 05 als Trainer in der damals zweitklassigen Fußball-Regionalliga Südwest tätig. In der Saison 1971/72 gewann er mit dem FSV Frankfurt die Deutsche Amateurmeisterschaft und führte 1973 die Elf aus Bornheim in die Fußball-Regionalliga Süd.

## Laufbahn
In der Jugend des FV Hofheim begann die fußballerische Laufbahn von Erich Gehbauer. Nach dem Ende des Zweiten Weltkriegs spielte er bei Wormatia Worms. Er kam bis 1951 nur sporadisch in der Fußball-Oberliga Südwest zum Einsatz. Nach insgesamt 18 Einsätzen mit acht Toren ging er in das Amateurlager, wo er die Stationen SV Darmstadt 98, Rot-Weiss Frankfurt, SV Wixhausen und Germania Oberroden bis zum Jahr 1964 durchlief.
Ab der Saison 1964/65 übte er das Traineramt im südöstlichen Mainzer Stadtteil, beim SV Weisenau, welcher in der Fußball-Regionalliga Südwest spielte, aus. Der Start missglückte mit den Rot-Weissen vom Stadion an der Bleichstraße. Nach sechs Spielen hatte der neue Trainer mit Weisenau 2:10 Punkte bei einem Torverhältnis von 6:25 vorzuweisen. Am siebten Spieltag, den 20. September 1964, gelang mit einem 3:2-Heimerfolg gegen den FK Pirmasens der erste doppelte Punktgewinn. Die beiden Derbys gegen die von Heinz Baas trainierten 05er brachten einen 1:0-Sieg und ein 3:3-Remis zustande. Am Rundenende stand die Elf von Gehbauer mit den Stammspielern Manfred Meierhöfer (Torhüter), Walter Ziehmer, Manfred Fink, Klaus Opitz, Norbert Bieger, Emil März, Karl Wagner und Torjäger Otto Appel (17 Tore) mit 32:36 Punkten auf dem neunten Rang, zwei Ränge vor Mainz 05. Nach dem zehnten Rang 1965/66 startete Gehbauer in seiner dritten Saison mit Weisenau mit 11:3 Punkten in die Saison 1966/67. Die erste Niederlage erfuhr er mit seiner Mannschaft am 16. Oktober 1966 durch eine 0:2-Auswärtsniederlage beim 1. FC Saarbrücken. Die Hinrunde beendete Weisenau mit 22:8 Punkten und hatte lediglich noch in Neuendorf eine weitere Niederlage erlitten. Die neuen Stürmer Alfred Brecht und Dieter Franzreb hatten deutlich die Offensivkraft der Elf von Gehbauer verstärkt. Mittelstürmer Brecht holte sich mit 26 Treffern am Rundenende die Torschützenkrone in der Südwestliga, gefolgt von Hans Linsenmaier (Borussia Neunkirchen) und Emil Poklitar (1. FC Saarbrücken) mit jeweils 19 Toren. In der Rückrunde kam Weisenau zu 19:11 Punkten und belegte somit am Ende der Saison mit 41:19 Punkten den dritten Rang. Meister wurde Neunkirchen (46:14) vor dem 1. FC Saarbrücken mit 44:16 Punkten. Nach dem elften Rang in der Saison 1967/68 mit Weisenau übernahm Gehbauer zur Runde 1968/69 den Ligarivalen Südwest Ludwigshafen.
Der Start glückte mit zwei Siegen gegen den FK Pirmasens (2:1) und Mainz 05 (3:0), aber im Verlauf der Runde konnte Gehbauer mit der Elf um die Leistungsträger Jürgen Kraus, Günther Schwarzfischer, Manfred Schönholz, Erich Eberspach, Hans Eippert und Jürgen Wingert nicht mit den Spitzenteams SV Alsenborn, TuS Neuendorf, 1. FC Saarbrücken und FK Pirmasens mithalten. Zu den zwei punktgleichen Spitzenreitern aus Alsenborn und Neuendorf betrug der Abstand am Schluss elf Punkte. Südwest belegte den siebten Rang. Dass sich Mainz 05 von Trainer Karlheinz Wettig nach dem 13. Platz trennte, kam Gehbauer entgegen, er unterschrieb nach nur einem Jahr in Ludwigshafen zur Saison 1969/70 bei den 05ern, und kehrte nach Mainz zurück.
Den erhofften sportlichen Aufschwung konnte er aber bei der Elf vom Bruchwegstadion nicht auf Anhieb bewirken. Nach der Vorrunde wiesen die Rot-Weissen lediglich ein Punktekonto von 10:20 Zählern vor und durch die 7:23 Punkte von seinem alten Klub SV Weisenau, wurde in Mainz massiv die Möglichkeit einer Fusion ins Gespräch gebracht. Da auch noch der Torschütze Georg Tripp nach Frankreich zum FC Metz wechselte und lediglich Helmut Müllges alle 30 Ligaspiele absolvierte, musste man am Rundenende mit dem zwölften Rang zufrieden sein.
Im Sommer 1970 sortierte Gehbauer den Kader der 05er neu. Mit Walter Ziehmer, Peter Scherer, Herbert Scheller, Bernd Schmitt, Jürgen Janz, Hans-Joachim Jakobi und den zwei Torhütern Wolfgang Kneib und Wolfgang Orben führte er dem Team frische Kräfte zu. Der erfahrene Ex-Weisenauer Walter Ziehmer – er hatte bereits 195 Regionalligaeinsätze und 28 Tore für Weisenau absolviert –, übernahm auch bei den Rot-Weissen in seinen 30 Einsätzen mit vier Toren die Führungsrolle. Von den aus dem Amateurlager neu hinzugekommenen Talenten entwickelte sich auf Anhieb Herbert Scheller mit 30 Ligaeinsätzen mit drei Toren zu einer sofortigen Verstärkung und langjährigem Leistungsträger. Mit 35:25 Punkten erreichte Mainz am Rundenende den siebten Rang. Zur personellen Neuaufstellung der 05er von Gehbauer gehörte auch, dass er nach seiner ersten Saison 1969/70, zukünftig auf die Dienste der Routiniers Kurt Planitzer und Carlo Storck verzichtete. Sein Nachfolger Bernd Hoss übernahm zur Saison 1971/72 einen gut aufgestellten Kader, mit dem er 1972/73 – in der Offensive herausragend besetzt mit dem „54-Tore-Sturm“ um Herbert Renner, Gerd Klier und Manfred Kipp –, die Meisterschaft in der Regionalliga Südwest erringen konnte.
Gehbauer konnte wegen der Inanspruchnahme durch seinen zivilen Beruf bei der Bundesbahndirektion keine zeitliche Ausweitung im Traineramt in Richtung Bundesligarahmen vornehmen und übernahm deshalb zur Saison 1971/72 den FSV Frankfurt in der Hessenliga. Die Elf vom Bornheimer Hang sollte er in die Zweitklassigkeit der Regionalliga Süd zurückführen. Im ersten Jahr reichte es zur Vizemeisterschaft und damit zur Teilnahme an den Spielen um die Deutsche Amateurmeisterschaft. In diesem Wettbewerb setzten sich die blau-schwarzen „Bernemer“ aber erfolgreich durch und erkämpften sich im Finale am 8. Juli 1972 in Neuwied mit einem 2:1-Sieg gegen den TSV Marl-Hüls den Titel des Deutschen Fußball-Amateurmeisters des Jahres 1972. Im zweiten Jahr, 1972/73, gelang Gehbauer mit dem FSV die Meisterschaft in Hessen und damit der direkte Aufstieg in die Regionalliga Süd.
Verstärkt mit den Neuzugängen Peter Czycewski, Richard Engel, Rainer Lippert und Peter Rübenach startete der FSV und Trainer Gehbauer mit zwei 2:2-Remisspielen gegen die Stuttgarter Kickers und den VfR Heilbronn in die letzte Runde der alten zweitklassigen Regionalliga Süd. Am dritten Spieltag, den 19. August 1973, gelang vor 8.000 Zuschauern am „Hang“ ein 2:0-Heimerfolg gegen den TSV München 1860. Nach dem neunten Spieltag, den 30. September 1973, nach der 1:3-Niederlage beim SV Waldhof Mannheim, wurde Gehbauer mit dem Punktestand von 8:10 Punkten entlassen. Am Rundenende belegte die Elf um Ex-Nationalspieler Horst Trimhold mit 34:34 Punkten den 11. Rang.
Für Gehbauer folgten danach noch in der Hessenliga die Stationen beim VfR Groß-Gerau (1974/75), SV Wiesbaden (1975/76) und 1977/78 im Stadion am Schönbusch, bei Viktoria Aschaffenburg.